# حارة بير السرار (صنعاء همدان)
حارة بير السرار هي إحدى حارات حي وسط ضلاع بضواحي صنعاء مديرية همدان، بلغ تعداد سكانها 192 نسمة حسب تعداد اليمن لعام 2004.